# Premierzy Dominiki

## Lista premierów Dominiki

### Autonomia
| # | Prezydent                         | Portret | Kadencja      | Kadencja         | Partia polityczna | Partia polityczna |
| # | Prezydent                         | Portret | Od            | Do               | Partia polityczna | Partia polityczna |
| - | --------------------------------- | ------- | ------------- | ---------------- | ----------------- | ----------------- |
| 1 | Edward Oliver LeBlanc (1923–2004) |         | 1 marca 1967  | 27 lipca 1974    |                   | DLP               |
| 2 | Patrick John (1938–2021)          |         | 28 lipca 1974 | 2 listopada 1978 |                   | DLP               |

### Niepodległe państwo
- tymczasowo

| # | Prezydent                    | Portret | Kadencja            | Kadencja            | Partia polityczna | Partia polityczna |
| # | Prezydent                    | Portret | Od                  | Do                  | Partia polityczna | Partia polityczna |
| - | ---------------------------- | ------- | ------------------- | ------------------- | ----------------- | ----------------- |
| 1 | Patrick John (1938–2021)     |         | 3 listopada 1978    | 25 czerwca 1979     |                   | DLP               |
| - | Oliver Seraphin (ur. 1943)   |         | 25 czerwca 1979     | 21 lipca 1980       |                   | DDLP              |
| 2 | Eugenia Charles (1919–2005)  |         | 21 lipca 1980       | 14 czerwca 1995     |                   | DFP               |
| 3 | Edison James (ur. 1943)      |         | 14 czerwca 1995     | 3 lutego 2000       |                   | UWP               |
| 4 | Rosie Douglas (1941–2000)    |         | 3 lutego 2000       | 1 października 2000 |                   | DLP               |
| 5 | Pierre Charles (1954–2004)   |         | 1 października 2000 | 6 stycznia 2004     |                   | DLP               |
| - | Osborne Riviere (1932–2017)  |         | 6 stycznia 2004     | 8 stycznia 2004     |                   | DLP               |
| 6 | Roosevelt Skerrit (ur. 1972) |         | 8 stycznia 2004     | nadal               |                   | DLP               |